# Kokořín

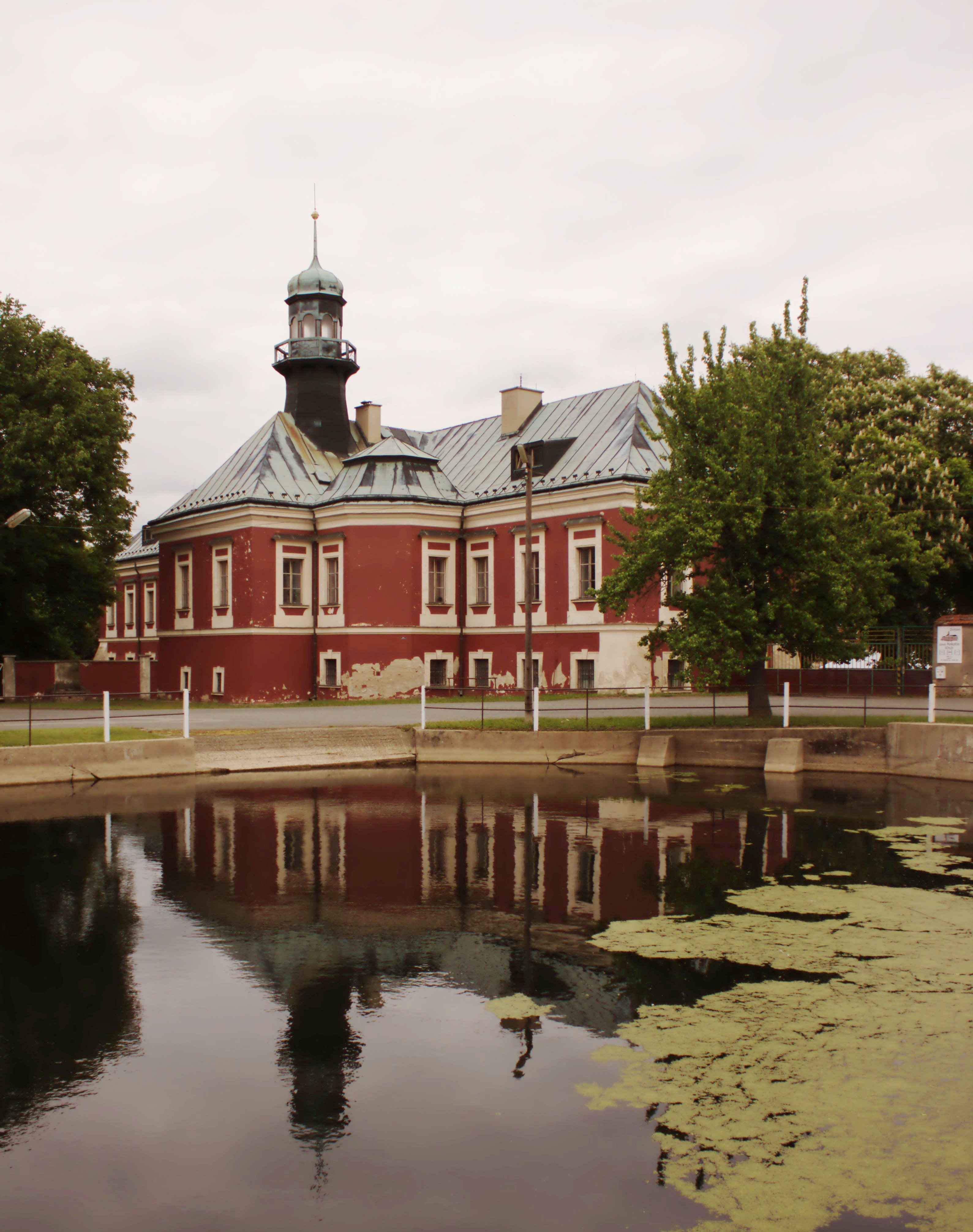
Schloss Kokořín

Kokořín (deutsch Kokorschin) ist eine Gemeinde im Okres Mělník in Tschechien. Sie ist das Zentrum des Naturschutzgebietes Kokořínsko.

## Geschichte
Die erste schriftliche Erwähnung stammt aus dem Jahr 1320. Damals tauschte der Eigentümer Jindřich von Osměchov das Dorf mit Hynek Berka von Dubá mit Velešice. Dem Geschlecht Berka von Dubá gehörte das Dorf über einhundert Jahre. Es erbaute hier während seiner Herrschaft die Burg Kokořín.

## Gemeindegliederung

### Ortsteile
- Kokořín[2]
- Kokořínský důl
- Janova Ves
- Březinky (Birkenau)
- Truskavny
- Šemánovice

### Katastralbezirke
- Kokořín[3]
- Březinka u Kokořína
- Janova Ves
- Šemanovice
- Truskavna

## Sehenswürdigkeiten

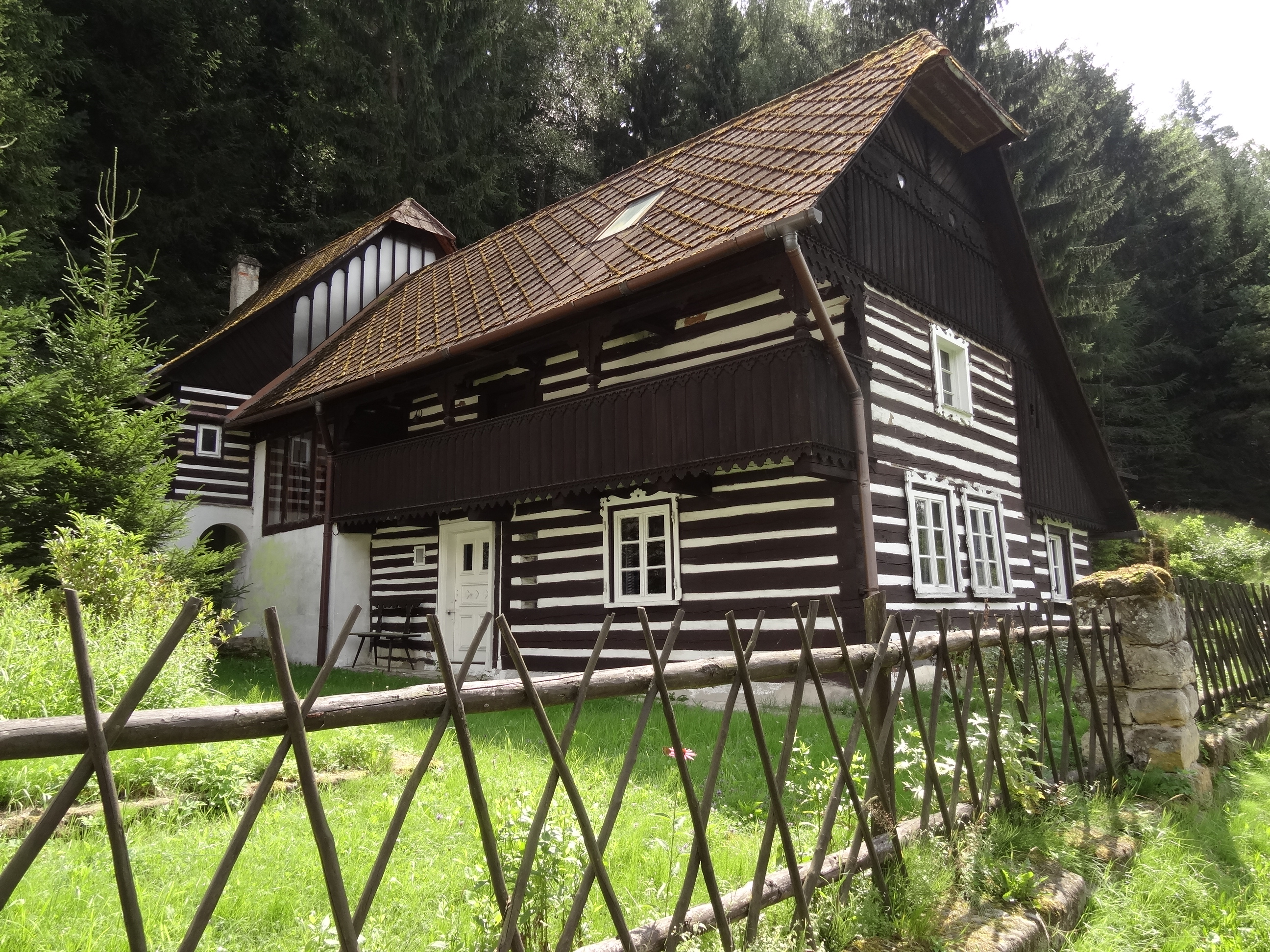
Haus Nr. 57 in Kokořínský důl

- Schloss Kokořín – Barockbau aus dem 18. Jahrhundert[4]
- Statue des hl. Nikolaus von Tolentino am Hauptplatz
- Felsenburg Staráky – Reste einer Burg aus dem 14. Jahrhundert, die teilweise aus dem Sandstein geschlagen wurde[5]
- Naturschutzgebiet Kokořínsko

Im Ortsteil Kokořínský důl
(etwa 800 m nordöstlich von Kokořín)
- Burg Kokořín – Burg aus dem 15. Jahrhundert, im 20. Jahrhundert neugotisch wieder aufgebaut (Nationales Kulturdenkmal[6])
- Wassermühle
- Häuser Nr. 35 und 57
- Haus Nr. 58

## Persönlichkeiten
- Václav Bolemír Nebeský (1818–1882), tschechischer Dichter und Philosoph in Novy Dvur